# Ocupação genovesa de Rodes
A Ocupação genovesa de Rodes foi uma campanha militar que durou de 1248 até o fim de 1249 ou início de 1250 na qual a cidade de Rodes e partes da ilha onde se localizava, vassalos do Império de Niceia, foram ocupadas pelas forças da República de Gênova num ataque surpresa em 1248. Mantida sob controle genovês com a ajuda do Principado da Acaia, a ilha só foi retomada pelos nicenos em 1250.

## Contexto
Rodes e as ilhas vizinhas já haviam sido retiradas do controle do governo central bizantino já antes da queda de Constantinopla para a Quarta Cruzada em 1204. Sob o comando do césar Leão Gabalas, a ilha tornou-se a capital de um domínio praticamente independente, embora, por vezes, Gabalas tenha aparentemente reconhecido a suserania do principal estado sucessor bizantino, o Império de Niceia. O irmão e sucessor de Leão, João Gabalas, que ascendeu ao trono no início da década de 1240, foi claramente um monarca muito menos poderoso e é referido apenas como "senhor de Rodes".

## Ocupação genovesa e reconquista nicena
Em 1248, quando João Gabalas estava fora da ilha participando de uma campanha nicena contra o Império Latino, os genoveses se aproveitaram e, em ataque surpresa noturno, tomaram a cidade de Rodes, que era a capital, e rapidamente expandiram seu domínio sobre o resto da ilha. O imperador niceno João III Ducas Vatatzes (r. 1221–1254) reagiu rapidamente enviando uma frota à ilha liderada pelo pincerna e duque (doux) do Tema Tracesiano, João Cantacuzeno. Mesmo sem contar com muitos soldados, Cantacuzeno conseguiu recuperar as cidades fortificadas de Lindos e Fileremos (Ialisos). Assim que conseguiu reforços, atacou a capital da ilha e iniciou um cerco aos genoveses.
Contudo, a cidade estava bem provisionada e o cerco continuou por todo o inverno de 1248/9 avançando pela primavera. De acordo com o relato de Jorge Acropolita, a cidade estava prestes a cair quando, no início de maio de 1249, Guilherme II de Vilearduin, príncipe da Acaia, desembarcou em Rodes em sua viagem à Terra Santa para se juntar às forças da Oitava Cruzada. Os nicenos tiveram que levantar o cerco e recuar para Fileremos. Guilherme rapidamente fechou um acordo com os genoveses e deixou para trás cem cavaleiros para ajudá-los antes de partir novamente. A situação então se inverteu e os bizantinos foram cercados em Fileremos por terra e pelo mar enquanto os acaianos devastavam a zona rural.
Quando o imperador niceno João Vatatzes foi informado, seguiu para Ninfeu (Nymphaion; Kemalpaşa) e ordenou que outra força expedicionária, com 300 cavaleiros, fosse preparada em Esmirna sob o comando de protosebasto Teodoro Contostefano. A chegada dos bizantinos novamente inverteu a situação: as tropas gregas pegaram os acaianos de surpresa, atacando-os quando estavam ocupados pilhando, matando-os todos. Os genoveses fugiram novamente para Rodes, mas não conseguiram resistir a outro cerco e, no final de 1249 ou no início do ano seguinte, concordaram em render a cidade em troca de sua segurança
Depois da expulsão dos genoveses, Rodes foi incorporada ao Império de Niceia, encerrando o domínio da família Gabalas. Por volta de 1256, o governo da ilha foi entregue a João Paleólogo, irmão caçula do futuro imperador bizantino Miguel VIII Paleólogo (r. 1259–1282).